# ブランドン・ペン
ブランドン・ペン（Brandon Penn、1990年5月6日 - ）はアメリカ合衆国の男子バスケットボール選手。ポジションはフォワード。外角シュートを得意とする。

## 経歴
ペンシルベニア州フィラデルフィア出身。ライダー大学（メトロ・ アトランティック・アスレチック・カンファレンス）に進学。3年次は33試合に出場し、スリーポイントシュート成功率42パーセントでカンファレンス5位。4年次は31試合出場して1試合平均12.0得点、6.4リバウンドを記録。4年間の合計ではリーグ戦128試合に出場（先発68試合）で3Pシュート成功率38.7パーセントを記録している。
大学卒業後に日本プロバスケットボールリーグ（bjリーグ）の高松ファイブアローズと契約し、プロ選手としてのキャリアをスタートさせる。背番号24。bjリーグ 2012-13シーズンは、レギュラーシーズンの全52試合でシックスマンとして出場。ベンチスタートながらチーム2位の1試合平均12.6得点。シーズンハイは2013年1月6日東京サンレーヴス戦での25得点。
2013-14シーズンはデンマークのバッケン・ベアーズと契約。レギュラーシーズン38試合出場で1試合平均16.9得点を記録して優勝に貢献した。
2014-15シーズンはギリシャA1バスケットボールリーグのアポロン・パトラスと契約。

## 記録
| シーズン          | チーム   | GP | GS | MPG  | FG%  | 3P%  | FT%  | RPG | APG | SPG | BPG | TO  | PPG  |
| ----------------- | -------- | -- | -- | ---- | ---- | ---- | ---- | --- | --- | --- | --- | --- | ---- |
| bjリーグ2012-13   | 高松     | 52 |    | 19.8 | .382 | .307 | .723 | 4.2 | 0.7 | 1.0 | 0.2 | 1.5 | 12.6 |
| デンマーク2013-14 | バッケン | 38 |    | 25.4 | .450 | .380 | .818 | 6.0 | 1.1 | 1.7 | 0.3 | 1.7 | 16.9 |